# Падве, Ефим Михайлович
Ефи́м Миха́йлович Па́две (17 мая 1938 — 22 января 1991, Ленинград) — театральный режиссёр, педагог, заслуженный деятель искусств РСФСР (1983), ученик Георгия Товстоногова.

## Биография
В 1963—1967 годах учился на режиссёрском факультете Ленинградского государственного института театра, музыки и кинематографии.
В 1968—1970 годах работал в Таллинском русском драматическом театре; впоследствии, в 1971 году, был приглашён в Ленинградский областной театр драмы и комедии на Литейном в качестве режиссёра-постановщика. 
В театре на Литейном поставил пять спектаклей: «Веселый тракт» Бориса Васильева, «Чудаки» Максима Горького, «Трамвай «Желание» Теннесси Уильямса, «Синие дожди» Юрия Петухова, «Свидания в предместье» по пьесе Александра Вампилова «Старший сын».
В 1973 году возглавил Ленинградский областной театр драмы (ныне: «Малый драматический театр — Театр Европы»). Он пригласил к сотрудничеству молодых режиссёров и драматургов. Новые постановки, отличавшиеся оригинальностью решения и особым сценическим языком, привлекли внимание публики. Особой популярностью пользовались поставленные Е. М. Падве спектакли «Инцидент» Н. Баэра (1974), «Вечно живые» В. Розова (1975), «Нина» А. Кутерницкого (1975), «Оглянись во гневе» Д. Осборна (1976), «Наваждение» А. Галина (1978), «Страница из дневника Печорина» по роману М. Лермонтова «Герой нашего времени» (1978), «Господа офицеры» по повести А. Куприна «Поединок» (1980), «Закон вечности» по роману Н. Думбадзе (1981), «Фиеста» по роману Э. Хемингуэя (1982), «Двадцать минут с ангелом» А. Вампилова (1983). В театре также ставят спектакли Генриетта Яновская — «Вкус мёда» Ш. Дилени, «Стеклянный зверинец» Т. Уильямса; Лев Додин — «Разбойник» по пьесе К. Чапека, «Татуированная роза» Т. Уильямса, «Живи и помни» по повести В. Распутина, «Назначение» А. Володина, «Дом» по роману Ф. Абрамова; Вениамин Фильштинский — «Муму», «Сын полка»; Евгений Арье — «Счастье моё» по пьесе А. Червинского «Бумажный патефон».
В 1983 году возглавил Молодёжный театр на Фонтанке. Поставил несколько спектаклей, в числе которых:
- Инсценировка в 2-х действиях «Из записок молодого человека» (по роману Ф. М. Достоевского «Игрок», автор инсценировки — Ефим Падве);
- Спектакль-кабаре «Звучала музыка в саду» (прошедший более 500 раз)[3]
- «Эксперимент» (В. Черных, М. Захаров)
- «Пять углов» (пьеса С. Коковкина)
- Эксцентрическая рок-опера «Сирано де Бержерак». А. А. Сойникова по пьесе Э. Ростана;
- Спектакль-концерт «Какая музыка была, какая музыка звучала»
- Спектакль-концерт «Концерт — фронту»
- «Крыша» А. Галина
- «Утиная охота» А. Вампилова

Переживая духовный и творческий кризис, в 1989 году внезапно отказался от руководства Театром на Фонтанке и вскоре трагически погиб. Похоронен на Ковалёвском кладбище.